# Dolichos angustifolius
Dolichos angustifolius är en ärtväxtart som beskrevs av Christian Friedrich Frederik Ecklon och Carl Ludwig Philipp Zeyher. Dolichos angustifolius ingår i släktet Dolichos och familjen ärtväxter. Inga underarter finns listade i Catalogue of Life.